# Villanueva de Perales
Villanueva de Perales község Spanyolországban, Madrid tartományban. Villanueva de Perales Brunete, Quijorna, Villamantilla, Villamantilla, Sevilla la Nueva és Villamanta községekkel határos. Lakosainak száma 1674 fő (2024).

## Népesség
A település népessége az utóbbi években az alábbiak szerint változott:
| Lakosok száma | 550  | 939  | 1149 | 1326 | 1486 | 1445 | 1519 | 1563 | 1623 | 1674 |
|               | 2001 | 2004 | 2007 | 2009 | 2012 | 2014 | 2017 | 2019 | 2022 | 2024 |